# Бубнов (Зимневская сельская община)
Бу́бнов (укр. Бубнів) — село в Зимневской сельской общине Владимирского района Волынской области Украины.
Население по переписи 2001 года составляет 613 человек. Почтовый индекс — 44754. Телефонный код — 3342. Занимает площадь 2,081 км².

## История
Древнейшее поселение, обнаруженное археологами вблизи Бубнова, относится к периоду Киевской Руси (IX—XII вв.).
Впервые в исторических документах Бубнов упоминается в 1452 году, когда король польский и великий князь литовский Казимир IV выдал луцкому старосте Немыре Рязановичу жалованную грамоту на владение этим селом. Тогда оно входило в состав Великого княжества Литовского. После заключения Люблинской унии 1569 года Бубнов отошёл к Речи Посполитой.
Во второй половине XVI века Бубнов принадлежал волынскому воеводе князю Александру Чарторыйскому; здесь находился его поместье. Село, как и большинство населённых пунктов того времени, было небольшим. Так, в 1577 году, как свидетельствуют источники, население насчитывало примерно 60—70 человек. Со временем количество дворов и населения увеличивалось. Так, в 1629 году в селе уже было 90—100 человек.
В течение XVII—XVIII веков Бубнов переходил из рук в руки — был собственностью феодалов Чацких, Урусовых, Кашевских.
После третьего раздела Польши в 1795 году Бубнов отошёл к Российской империи. По переписи населения 1857—1858 гг., в Бубнове насчитывалось 85 ревизских душ и 30 дворов. Село принадлежало шляхтичу А. Кашевскому, который жестоко эксплуатировал крестьян. В нарушение инвентарных правил 1847—1848 гг., владелец требовал, чтобы крепостные отрабатывали 4—5 дней барщины в неделю.
Летом 1915 года Бубнов захватили немецкие войска и находились здесь до конца 1918 года, а после освобождения от немецкой оккупации в начале 1919 село попало под власть Польши.
В начале августа 1920 года части Красной Армии, преследуя польские войска захватили Бубнов, но после поражения под Замостьем и Варшавой, вынуждены были отступить, а польские войска и Армия УНР перешли в наступление и в сентябре 1920 года вновь захватили село.
В период господства буржуазно-помещичьей Польши Бубнов оставался небольшим глухим селом. По данным 1923 года, здесь насчитывалось 347 человек населения, из них 318 украинцев, 17 поляков, 12 евреев.
22 июня 1941 года батальон немецкой пехоты при поддержке 12 танков начал наступление на село, которое защищало вместе с пограничниками подразделение 87-й стрелковой дивизии под командованием Федотова. Воины сдерживали натиск противника, но немецким танкам удалось вклиниться в оборону советских войск. В течение 23 июня бойцы Красной Армии вели неравный бой с врагом. У немцев было преимущество в живой силе и технике. Вечером они захватили село.
20 июля 1944 года воины 106-й Днепровской дивизии Красной Армии освободили Бубнов.